# Ubuntu Touch
Ubuntu Touch és un sistema operatiu mòbil basat en Linux i desenvolupat actualment per la fundació UBports. Presentat el 2 de gener de 2013 al públic mitjançant un anunci a la web d'Ubuntu, culmina el procés de Canonical per desenvolupar una interfície que puga utilitzar-se en ordinadors de sobretaula, portàtils, netbooks, tauletes i telèfons intel·ligents. Aquesta interfície, Unity, es compon, a grans trets, d'un llançador o «dock» a l'esquerra amb un menú desplegable on es mostren les aplicacions instal·lades (que reemplaça el sistema de cerca que empra «lents») i un panell superior anomenat barra d'indicadors des d'on es poden accedir ràpidament a funcions del sistema.
L'empresa bq va llançar l'Aquaris E4.5 Ubuntu Edition, el primer smartphone amb Ubuntu Touch al febrer de 2015, amb un preu aproximat de 170 euros. De moment no es poden instal·lar apps com WhatsApp, però sí unes altres com Telegram, Spotify, Facebook i Twitter.

## Història
Ubuntu Touch es va presentar públicament el 2 de gener de 2013. Es tractava del segon projecte de Canonical enfocat al desenvolupament de plataformes per a dispositius mòbils, després dels seus experiments amb Ubuntu for Android, que va ser presentat en el Mobile World Congress de 2013. Després es realitzen proves en el Galaxy Nexus de Google revelant un bon funcionament per als desenvolupadors i s'assenten les bases per continuar amb el seu desenvolupament i perfeccionament.
En 2015 companyies com l'espanyola Bq i la xinesa Meizu van posar a la venda terminals amb Ubuntu Touch, els quals es venien a través de les seves respectives pàgines web.

## Característiques
Ubuntu Touch es caracteritza per ser un sistema dissenyat per a plataformes mòbils amb suport de teclat i ratolí.
Ubuntu Touch utilitza el framework Qt 5 basat en la interfície d'usuari tàctil i diversos marcs de programari desenvolupats originalment per Maemo i MeeGo com oFono. A més compta amb un inici de sessió únic, utilitzant libhybris, sistema que s'usa amb nuclis Linux utilitzades en Android, la qual cosa fa que sigui fàcilment portat als últims telèfons intel·ligents Android. En els darrers mesos s'ha donat suport al PinePhone (creat per Pine64), dispositiu amb arquitectura arm64 i que pretén fer ús del nucli Linux directament.
Ubuntu Touch utilitza les mateixes tecnologies essencials de l'escriptori de l'Ubuntu. La meta final és poder usar una mateixa distribució a qualsevol dispositiu: telèfon, tauleta o ordinador d'escriptori i compartir les mateixes aplicacions. Actualment, l'Ubuntu Touch fa servir un tipus d'empaquetament anomenat click de filosofia semblant als snap en quant a la seguretat, confinant la informació de forma compartimentada. L'ús d'aquests clicks, fa que calgui empaquetar les aplicacions de forma específica pel sistema. Per poder instal·lar aplicacions d'escriptori compilades per l'arquitectura ARM, es fa servir un entorn d'emulació conegut com a Libertine.
Algunes de les seves característiques més destacades són:
- Atenció a la seguretat
- Disseny no intrusiu
- Pantalla d'inici d'usuari únic (que funciona amb un nou sistema de gestos i s'aprofita per mostrar notificacions).
- Ubuntu Touch inclou per defecte aplicacions d'ús quotidià: telèfon, agenda, calendari, rellotge, missatgeria, navegador, etc. Les aplicacions estàndard, tals com una calculadora, un gestor d'arxius, i fins i tot un terminal estan inclosos també. Es poden instal·lar aplicacions addicionals a través de la seva botiga OpenStore o de forma local.

## Usos i dispositius
La versió actual d'Ubuntu Touch requereix, en la seva versió mínima, un processador ARM Arquitectura ARM#Famílies, entre 512MB i 1GB de memòria RAM, i uns 4GB de memòria persistent (memòria flaix).
| Criteris                          | Per a telèfon intel·ligent de gamma mitjana | Per a telèfon intel·ligent de gamma alta    |
| --------------------------------- | ------------------------------------------- | ------------------------------------------- |
| Arquitectura del processador      | ARM Cortex-A9                               | ARM Cortex-A9 o Intel Atom de quatre nuclis |
| Memòria                           | 512 MB – 1 GB                               | Min 1 GB                                    |
| Emmagatzematge flaix              | 4-8 GB eMMC + SD                            | Min 32 GB eMMC + SD                         |
| Pantalla multitàctil              | Sí                                          | Sí                                          |
| Convergència d'escriptori complet | No                                          | Sí                                          |

| Ubuntu Touch - tauleta gamma mitjana | Ubuntu Touch - tauleta gamma alta |                                             |
| ------------------------------------ | --------------------------------- | ------------------------------------------- |
| Arquitectura del processador         | ARM Cortex-A15 de doble nucli     | ARM Cortex-A15 o Intel x86 de quatre nuclis |
| Memòria                              | 2 GB                              | 4 GB                                        |
| Emmagatzematge flaix                 | 8 GB mínim                        | 8 GB mínim                                  |
| Grandària de Pantalla                | 7-10 polzades                     | 10-12 polzades                              |
| Pantalla multitàctil                 | 4 dits                            | 4-10 dits                                   |
| Convergència d'escriptori complet    | No                                | Sí                                          |

## Disseny i desenvolupament
Els usuaris poden accedir a tot el sistema lliscant el dit des de les vores de la pantalla. La vora esquerra permet l'accés instantani a les aplicacions del llançador i el menú principal.
Posseeix també l'opció de multitasca, a la qual s'accedeix lliscant el dit des de la vora dreta de la pantalla cap a l'esquerra, amb el que es pot accedir a les altres aplicacions obertes. Lliscant des de la part superior (barra d'indicadors) es pot accedit de forma ràpida als paràmetres del sistema, àudio, connectivitat, etc.
Moltes de les aplicacions tenen accés a les accions més comunes des de la vora inferior.

## Aplicacions
Les aplicacions per a aquest sistema operatiu poden ser programades en diversos llenguatges, tals com C++, QML, Python o HTML5.

## Màrqueting
El dia 2 de gener de 2013 Canonical va publicar un vídeo en el qual Mark Shuttleworth anunciava Ubuntu Touch com a nou sistema operatiu mòbil, i durant el llançament del producte també es va donar una videoconferència a través de Google Hangout en la qual va participar Jono Bacon en el seu paper de gestor capdavanter de comunitats (Leading Community Manager) de Canonical Ltd.

## Dispositius
La llista de dispositius disponibles és cada vegada més llarga, fent especial menció al PinePhone i Volla Phone. Els primers models del sistema operatiu varen ser:
- BQ Aquaris E4.5 Ubuntu Edition
- BQ Aquaris E5HD Ubuntu Edition
- BQ Aquaris M10 Ubuntu Edition
- Meizu MX4 Ubuntu Edition
- Meizu Pro5 Ubuntu Edition